# The Letting Go
The Letting Go är ett album av Bonnie "Prince" Billy, utgivet 2006. Det spelades in på Island och producerades av Valgeir Sigurðsson, som tidigare arbetat med sångerskan Björk.

## Låtlista
1. "Love Comes to Me" - 4:31
2. "Strange Form of Life" - 3:46
3. "Wai" - 3:37
4. "Cursed Sleep" - 5:35
5. "No Bad News" - 4:45
6. "Cold & Wet" - 2:21
7. "Big Friday" - 2:43
8. "Lay and Love" - 3:50
9. "The Seedling" - 4:36
10. "Then the Letting Go" - 5:19
11. "God's Small Song" - 4:03
12. "I Called You Back" - 7:51
13. "Ebb Tide" - 5:12